# Ronald Hoop
Ronald Hoop (Nickerie, 4 aprile 1967) è un ex calciatore olandese, di ruolo attaccante.

## Caratteristiche tecniche
Era un attaccante fisicamente potente e veloce.

## Carriera

### Club
Passato dall'Utrecht (senza riuscire ad esordire in campionato), disputa poi vari campionati di seconda divisione olandese e uno di prima divisione nella stagione 1994-1995 con la maglia del Dordrecht, con 11 reti in 29 incontri disputati, in una formazione che chiude il torneo all'ultimo posto. Del Telstar diviene il secondo marcatore della storia, con 52 reti (successivamente è stato superato).
L'esperienza in Italia nel campionato di Serie B 1996-1997 con la maglia nº 27 del Palermo, iniziata sotto buoni auspici (arrivò con il soprannome di "van Basten nero"), è invece deludente sul piano personale, consistendo in 7 presenze ed una rete (contro il Venezia nella partita pareggiata per 2-2) in 447 minuti giocati. È stato il primo e unico calciatore olandese della storia della società e il primo straniero a vestire la maglia rosanero dopo la riapertura delle frontiere.
In seguito trascorre la sua carriera nei campionati minori di Svizzera e Germania.
Si ritira nel 2008, a 41 anni.

### Nazionale
Avrebbe potuto vestire la maglia della Nazionale di calcio del Suriname poiché in possesso del doppio passaporto, ma ciò non fu possibile a causa di problemi economico-burocratici.